# A Blaze in the Northern Sky
Albums de Darkthrone
Soulside Journey
(1991) Under a Funeral Moon
(1993)
A Blaze in the Northern Sky est le second album studio du groupe de black metal norvégien Darkthrone, sorti en février 1992 sous le label Peaceville Records.
Le groupe l'a longtemps considéré comme leur premier album, reniant leurs premiers pas death metal de l'album Soulside Journey. A Blaze in the Northern Sky est en effet un album beaucoup plus marqué par le black metal.
C'est le dernier album avec Dag Nilsen, qui n'est d'ailleurs mentionné que comme musicien de session sur cet album.
La sortie de cet album fut un pas marquant dans l'évolution du groupe et du black metal en général.
L’album est dédié à Euronymous.

## Liste des morceaux
| 1.    | Kathaarian Life Code        |  | 10:35 |
| 2.    | In The Shadow Of The Horns  |  | 6:58  |
| 3.    | Paragon Belial              |  | 5:22  |
| 4.    | Where Cold Winds Blow       |  | 7:21  |
| 5.    | A Blaze In The Northern Sky |  | 4:53  |
| 6.    | The Pagan Winter            |  | 6:34  |
| 41:43 |                             |  |       |

## Musiciens
- Nocturno Culto – guitare, chant
- Zephyrous – guitare
- Dag Nilsen – basse (session)
- Fenriz – batterie et quelques passages parlés